# Orquesta Sinfónica de Yucatán

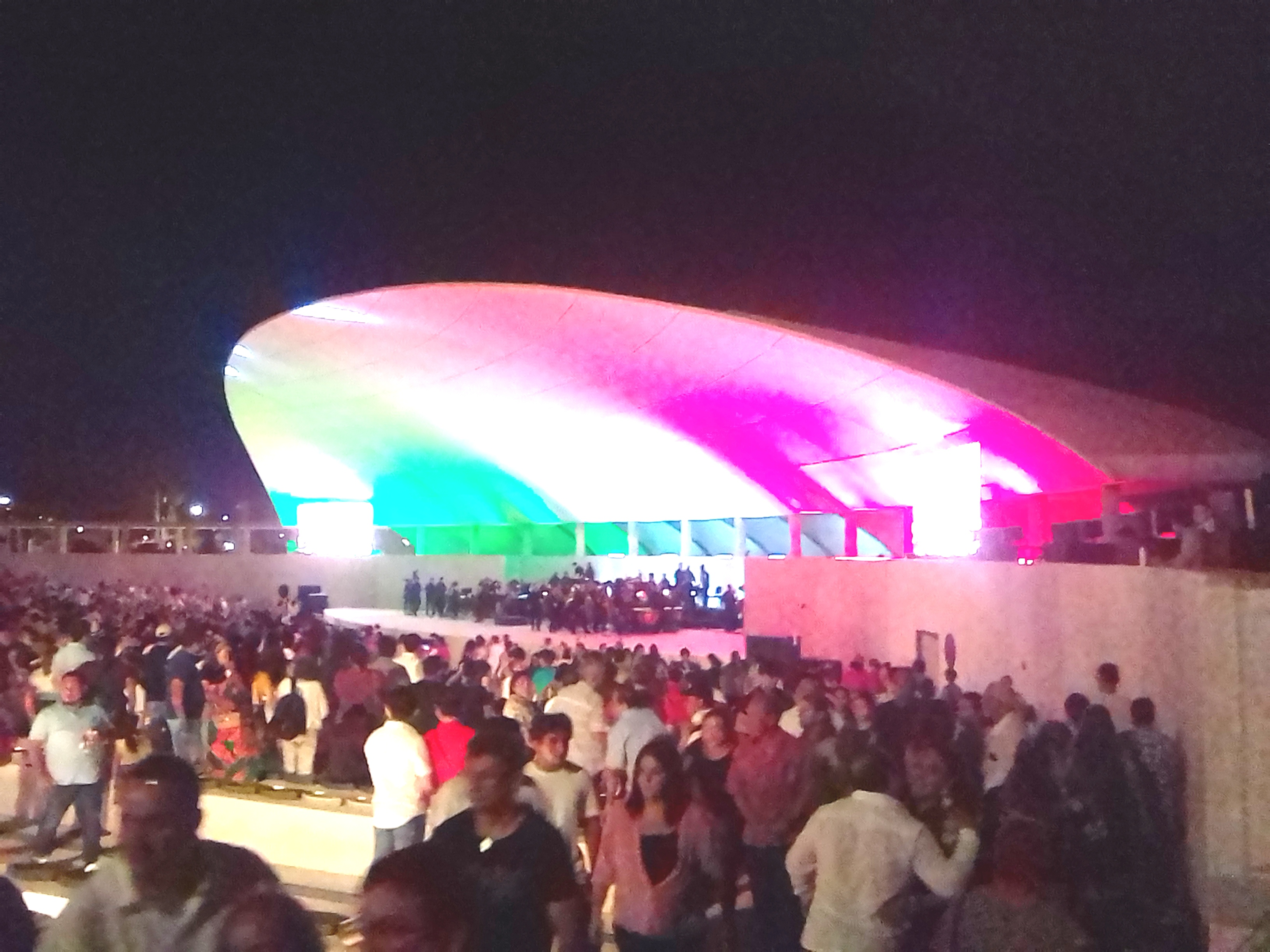
La Orquesta Sinfónica de Yucatán actuando en el Parque La Plancha en 2024.

Orquesta Sinfónica de Yucatán (OSY) es el nombre de la orquesta sinfónica que actualmente reside y se desempeña en Mérida, Yucatán, México. 
Este grupo sinfónico tiene un largo antecedente en la historia musical de Yucatán cuyo origen se remonta hacia fines del siglo XIX, cuando el pianista yucateco Ricardo Río Díaz fundó la sociedad artística que llevó su nombre y organizó junto con José Cuevas Pachón el primer concierto sinfónico que se realizó en la ciudad de Mérida el 17 de septiembre de 1898, en el Teatro Peón Contreras. En esa ocasión, la primera Orquesta Sinfónica de Yucatán bajo la dirección del maestro Cuevas Pachón y acompañada por los solistas Asunción Sauri y el propio Río Díaz, fue escuchada por un escaso público que abandonó la sala antes de la culminación del programa, lo cual desmotivó al organizador para que el grupo sinfónico quedara disuelto al poco tiempo de ese penoso inicio.

## Historia de los grupos sinfónicos en Yucatán
Tiempo después, a principios del siglo XX, con motivo de una visita del presidente Porfirio Díaz se organizó en su honor un concierto sinfónico en la hacienda Sodzil que era propiedad del gobernador Olegario Molina. La organización y dirección artística de tal concierto corrió a cargo otra vez del maestro José Cuevas quien en esta ocasión protagonizó un éxito extraordinario, lo cual impulsó al músico a organizar una orquesta sinfónica dentro de un Instituto Cultural que él dirigía. Podría decirse que tal orquesta, modesta en un principio ya que empezó sus funciones como un quinteto de cuerdas, fue el primer grupo perdurable que con el tiempo se transformó en orquesta sinfónica. Más tarde, en 1908, ya otra vez en el Teatro Peón Contreras totalmente reconstruido y renovado, la orquesta tendría nuevo impulso social y adoptaría el nombre de su fundador: José Jacinto Cuevas. Los años de la revolución y lo caótico del ambiente social hicieron que la orquesta pronto desapareciera.
Volvió a gestarse otro intento serio de integrar una orquesta sinfónica hasta 1922, en época del gobernador Felipe Carrillo Puerto. Fue el músico Amílcar Cetina, ayudado del chelista Francisco Blum, quien organizó entonces una orquesta sinfónica con los escasos elementos que se podían disponer en ese entonces en el ambiente musical yucateco. El inicio de este grupo que se presentó por primera vez en el Club Unión fue muy exitoso, pero la circunstancia política del país y el asesinato del gobernador Carrillo Puerto, quien había ofrecido ayuda para el proyecto, dieron al traste con la iniciativa.
En 1925 el mismo músico empeñoso Amilcar Cetina Gutiérrez integró un conjunto de cuerdas con los alumnos de la ya para entonces crecida Escuela de Música del Estado de Yucatán, que actuó con frecuencia ante el público yucateco. Este conjunto fue evolucionando hasta convertirse en la Orquesta Sinfónica de Mérida, que se presentó en varios conciertos exitosos en el Teatro Peón Contreras nombrándose como su Director musical titular al maestro Francisco Sánchez Rejón quien amplió considerablemente el repertorio de la orquesta. Otra vez, por falta de soporte económico decayó la orquesta hasta desaparecer.
Una década más tarde, en 1935, se conformó otro esfuerzo para dar a Yucatán una orquesta sinfónica. En esta vez, la iniciativa fue del músico chihuahuense Samuel Martí quien, sin ayuda oficial al principio, logró que un buen número de ejecutantes yucatecos integraran un conjunto filarmónico que también se presentó inauguralmente en el Teatro Peón Contreras. Tres años se mantuvo este esfuerzo loable ya que en 1938 tuvo lugar su última temporada.
Bajo la conducción de Daniel Ayala Pérez se estableció, el 1 de enero de 1944, otra Orquesta Sinfónica de Yucatán que contó también entre sus directores musicales, a lo largo de su vida institucional, con las batutas de Amílcar Cetina, de José Ives Limantour, de Ernesto Roemer y de José F. Vásquez. Esta vez el patrocinio que había venido del gobierno del estado se suspendió cuando dejó su cargo el gobernador José González Veytia y la tal orquesta de la época sufrió la suerte de sus antecesoras: desapareció.
Veinticinco años más tarde, en el último año de gobierno de Carlos Loret de Mola, fue reorganizada la Orquesta Sinfónica de Yucatán que se puso bajo la dirección musical de Carlos Tello Solís y dio su concierto inaugural en el Salón de la Historia del Palacio de Gobierno en Mérida el 15 de septiembre de 1975. Esta misma orquesta recibió apoyos significativos tanto en el sueldo de sus músicos como en instrumental musical durante el gobierno que siguió, el de Francisco Luna Kan (1976-1982).
Su sede principal fue el Teatro Daniel Ayala Pérez aunque más tarde se trasladó al recién remozado Teatro Peón Contreras bajo la dirección del maestro Antonio Cabrero, con quien se concluyó esta nueva etapa del quehacer filarmónico en Yucatán. 
Vino después otro período prolongado de mutismo sinfónico en Yucatán, salvo por las esporádicas visitas que recibió el estado de importantes conjuntos nacionales y extranjeros, como la Orquesta Sinfónica Nacional, la Orquesta Sinfónica del Estado de México, la Orquesta Filarmónica de la Ciudad de México, la Orquesta Sinfónica de Estocolmo, entre otras, hasta que se constituyó nuevamente la Orquesta Sinfónica de Yucatán, traspuesto ya el siglo XX.

## La Orquesta Sinfónica de Yucatán actual
La OSY de nuestros días fue fundada en febrero de 2004 en Mérida, Yucatán por iniciativa conjunta del gobierno del Estado de Yucatán y del Patronato de la Orquesta Sinfónica de Yucatán integrado por un grupo de aproximadamente 150 personas, físicas y morales, de la sociedad civil yucateca, reunidas por iniciativa de Adolfo Patrón Luján, con el propósito de impulsar la creación y el funcionamiento de la OSY y de contribuir económicamente a su sostenimiento.
La sede oficial de la orquesta es el Teatro Peón Contreras en la ciudad de Mérida, que da cabida a un público de 700 personas. Su concierto inaugural se llevó a cabo el 27 de febrero de 2004 bajo la dirección de su primer concertador titular, el maestro colombiano Juan Felipe Molano Muñoz.
Durante el marco del programa “Primavera Cultural 2013”, celebrado en Puerto Progreso, tuvo como director invitado al maestro Luis Fernando Luna Guarneros, la Orquesta Sinfónica de Yucatán interpretó sus obras en 1 hora con 10 minutos para complacencia de los asistentes.
Desde mayo de 2023 la Orquesta Sinfónica de Yucatán es dirigida por el maestro José Areán. Su proyecto ha incluido la realización de numerosas acciones de creación y formación de públicod que contribuyeron a la continuación del proyecto inicial de generar una comunidad numerosa de amantes de la música.

## Directores titulares recientes
- Juan Felipe Molano Muñoz (2004-2007).
- José Luis Chan (enero-junio de 2008).
- Juan Carlos Lomónaco (enero de 2009)
- José Areán (mayo de 2023)

## Plantel musical (2019)
Consta la orquesta de 65 músicos de base:
- 10 primeros violines:

Christopher Collins (Primer Concertino)
Gocha Skhirtladze (Concertino)
Timothy Myall (Asistente del Concertino)
Pawel Blaszkowski
Salvador Velázquez
Yana Akopova
Mauricio Velázquez
Rafael Machado
Leonel Armenta
Moisés Medina
- 10 segundos violines:

Illiana Stefanova (Principal)
Eduardo Manrique (Coprincipal)
Fátima Ojeda 
Gabriel Cardenas
Marlene Pacheco
Ofelia Martínez
Margarita Cardeña
Elizabeth Arnott
Cristian Cú
Amairani Guevara
- 8 violas
- 6 violonchelos
- 4 contrabajos
- 3 flautas
- 2 oboes
- 2 clarinetes
- 2 fagotes
- 4 cornos
- 3 trompetas
- 3 trombones
- 1 tuba
- 1 arpa
- 4 percusionistas

## Sostenimiento económico
La orquesta es sostenida por las aportaciones del gobierno del estado y del Patronato de la OSY, a través de un fideicomiso garante del funcionamiento de la orquesta (FIGAROSY). Las aportaciones de ambas entidades son complementadas por la captación derivada de la taquilla que se obtiene de las funciones realizadas en dos temporadas anuales y que incluyen conciertos sinfónicos, funciones de ópera y de ballet, en los que participan artistas y directores invitados de todas partes del mundo. En el año 2014 el total de ingresos que permitió a la Orquesta funcionar fue integrado en un 74% por aportaciones del gobierno estatal; 11% por ingresos por venta de localidades; 11% por aportaciones del Patronato y un 4% de otros ingresos.